# Kemasan (Bojong)
Kemasan is een bestuurslaag in het regentschap Pekalongan van de provincie Midden-Java, Indonesië. Kemasan telt 2250 inwoners (volkstelling 2010).